# Universíada de Inverno

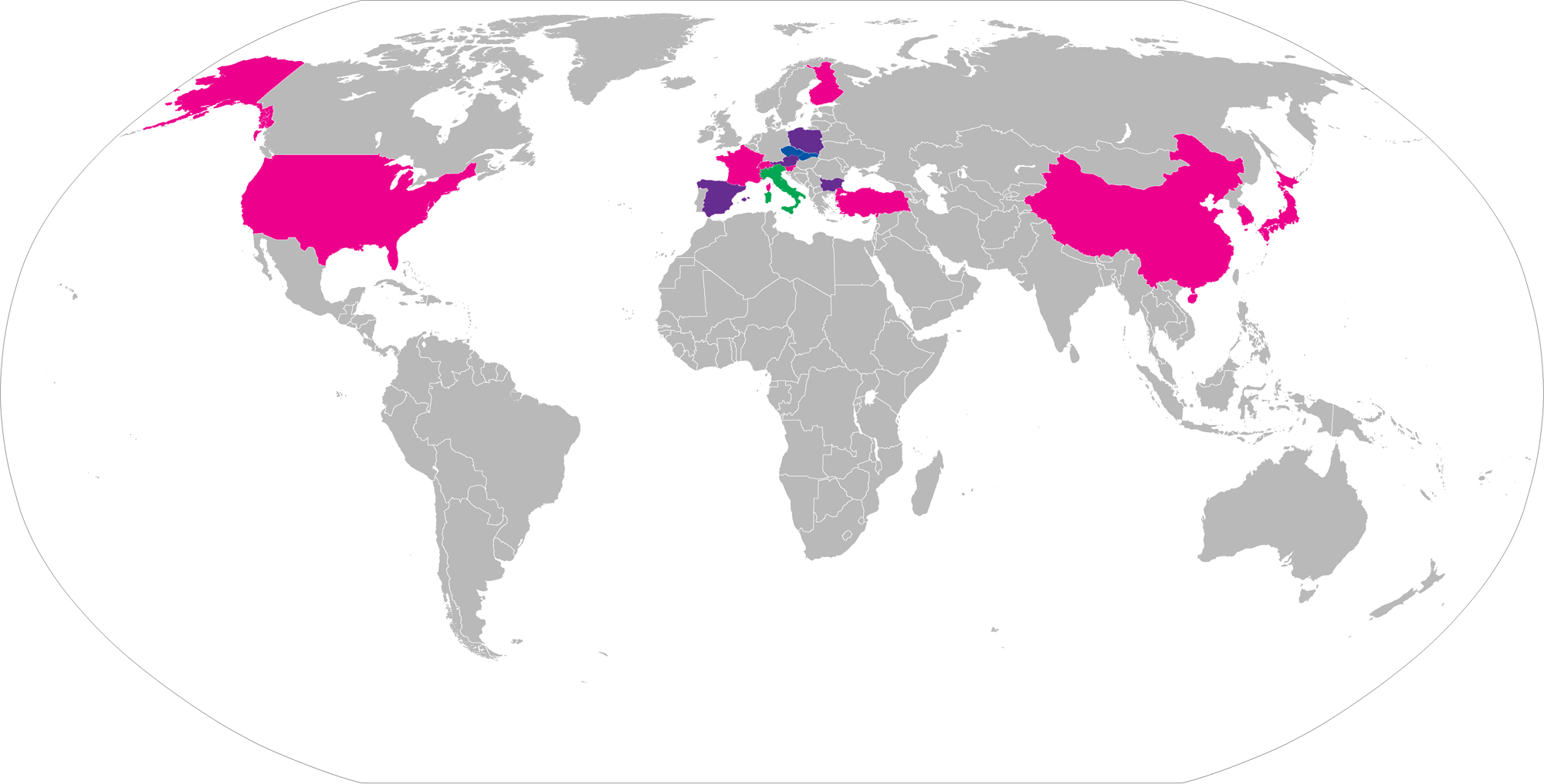
Países que organizaram Universíadas de Inverno até 2011.
Em lilás, uma vez. Em violeta, duas vezes. Em azul, três vezes. Em azul claro, quatro vezes. E em verde, cinco vezes.

A Universíada de Inverno é um evento multidesportivo internacional, organizado para atletas universitários pela Federação Internacional do Desporto Universitário (FISU), normalmente, a cada dois anos.
O recorde de participações, de atletas, foi estabelecido em Trentino Alto - Ádige 2013 (Itália) com o número de 1668 atletas, enquanto o número de atletas foi quebrado em Erzurum 2011 com 57 países participantes.

## Edições
| Edição   | Ano              | Anfitrião          | Anfitrião                       | Período                      | Período                       | Eventos | Modalidades | Modalidades | Atletas  |
| Edição   | Ano              | País               | Cidade                          | Início                       | Término                       | Eventos | Obrig.      | Opc.        | Atletas  |
| -------- | ---------------- | ------------------ | ------------------------------- | ---------------------------- | ----------------------------- | ------- | ----------- | ----------- | -------- |
| I        | 1960 Detalhes    | França             | Chamonix                        | 26 de fevereiro              | 6 de março                    |         | 4           | 0           |          |
| II       | 1962 Detalhes    | Suíça              | Villars                         | 6 de março                   | 12 de março                   |         | 6           |             |          |
| III      | 1964 Detalhes    | Tchecoslováquia    | Špindlerův Mlýn                 | 11 de fevereiro              | 17 de fevereiro               |         | 5           |             |          |
| IV       | 1966 Detalhes    | Itália             | Sestriere                       | 5 de fevereiro               | 13 de fevereiro               |         | 6           |             |          |
| V        | 1968 Detalhes    | Áustria            | Innsbruck                       | 21 de janeiro                | 28 de janeiro                 |         | 6           | 1           |          |
| VI       | 1970 Detalhes    | Finlândia          | Rovaniemi                       | 3 de abril                   | 9 de abril                    |         | 6           | 1           |          |
| VII      | 1972 Detalhes    | Estados Unidos     | Lake Placid                     | 26 de fevereiro              | 5 de março                    |         | 6           | 1           |          |
| VIII     | 1975 Detalhes    | Itália             | Livigno                         | 6 de abril                   | 13 de abril                   | 13      | 2           | 0           | 191      |
| IX       | 1978 Detalhes    | Tchecoslováquia    | Špindlerův Mlýn                 | 5 de fevereiro               | 12 de fevereiro               | 16      | 5           |             | 347      |
| X        | 1981 Detalhes    | Espanha            | Jaca                            | 25 de fevereiro              | 4 de março                    | 19      |             |             |          |
| XI       | 1983 Detalhes    | Bulgária           | Sófia                           | 17 de fevereiro              | 27 de fevereiro               |         |             |             |          |
| XII      | 1985 Detalhes    | Itália             | Belluno                         | 16 de fevereiro              | 24 de fevereiro               |         | 2           |             |          |
| XIII     | 1987 Detalhes    | Tchecoslováquia    | Štrbské Pleso                   | 21 de fevereiro              | 28 de fevereiro               |         |             |             |          |
| XIV      | 1989 Detalhes    | Bulgária           | Sófia                           | 2 de março                   | 12 de março                   | 40      |             |             |          |
| XV       | 1991 Detalhes    | Japão              | Sapporo                         | 2 de março                   | 11 de março                   |         |             |             |          |
| XVI      | 1993 Detalhes    | Polônia            | Zakopane                        | 6 de fevereiro               | 14 de fevereiro               | 36      |             |             |          |
| XVII     | 1995 Detalhes    | Espanha            | Jaca                            | 18 de fevereiro              | 26 de fevereiro               |         |             |             |          |
| XVIII    | 1997 Detalhes    | Coreia do Sul      | Muju-Jeonju                     | 24 de janeiro                | 2 de fevereiro                | 51      |             |             |          |
| XIX      | 1999 Detalhes    | Eslováquia         | Poprad-Tatras                   | 22 de janeiro                | 30 de janeiro                 |         |             |             |          |
| XX       | 2001 Detalhes    | Polônia            | Zakopane                        | 7 de fevereiro               | 17 de fevereiro               |         |             |             | 1 543    |
| XXI      | 2003 Detalhes    | Itália             | Tarvisio                        | 16 de janeiro                | 26 de janeiro                 |         | 9           | 2[a]        |          |
| XXII     | 2005 Detalhes    | Áustria            | Innsbruck-Seefeld               | 12 de janeiro                | 22 de janeiro                 |         | 9           | 3           | 1 500[b] |
| XXIII    | 2007 Detalhes    | Itália             | Turim                           | 17 de janeiro                | 27 de janeiro                 | 72      | 10          | 1           | 1 876    |
| XXIV     | 2009 Detalhes    | China              | Harbin                          | 18 de fevereiro              | 28 de fevereiro               | 81[c]   | 10          | 2           | 1 635    |
| XXV      | 2011 Detalhes    | Turquia            | Erzurum                         | 27 de janeiro                | 6 de fevereiro                | 64[d]   | 8[e]        | 3[e]        | 1 880    |
| XXVI     | 2013 Detalhes[f] | Itália             | Trentino                        | 11 de dezembro               | 21 de dezembro                | 78      | 9           | 4           | 1717     |
| XXVII    | 2015 Detalhes    | Espanha/Eslováquia | Granada/Štrbské Pleso - Osrblie | 4 de fevereiro/24 de janeiro | 4 de fevereiro/1 de fevereiro | 68      | 8[g]        | 3           | 1551     |
| XXVIII   | 2017 Detalhes    | Cazaquistão        | Almaty                          | 29 de janeiro                | 8 de fevereiro                | 85      | 8           | 4           |          |
| XXIX     | 2019 Detalhes    | Rússia             | Krasnoyarsk                     | 2 de março                   | 12 de março                   | 74      | 8           | 3           |          |
| Previsto |                  |                    |                                 |                              |                               |         |             |             |          |
| XXX      | 2021 Detalhes    | Suíça              | Lucerna                         | 11 de dezembro               | 21 de dezembro                | 67      | 9[H]        | 1           |          |
| XXXI     | 2023 Detalhes    | Estados Unidos     | Lake Placid                     | 12 de janeiro                | 22 de janeiro                 | 85      | 9           | 3           | 1417     |
| XXXII    | 2025 Detalhes    | Itália             | Turim                           | 13 de janeiro                | 23 de janeiro                 | 90      | 9           | 2           | 1503     |

- a. ^ O carving, apesar de ter sido uma modalidade de demonstração, foi adicionado ao quadro de medalhas.
- b. ^ Estimado.
- c. ^ Seriam 82 eventos, mas por falta de atletas inscritos um evento do snowboard foi cancelado.
- d. ^ Seriam 66 eventos, mas por questões climáticas 2 eventos do snowboard foram cancelados.
- e. ^ A partir da edição de 2011, o salto de esqui e o combinado nórdico irão passar a condição de modalidades opcionais.
- f. ^ Originalmente marcada para Maribor, na Eslovênia. Entretanto, em 6 de março de 2012, a cidade desistiu de organizar o evento.[3] Um novo processo emergêncial de candidatura foi aberto e a região de Trentino, na Itália, foi ratificada em 16 de março.[4]
- g. ^  Os eventos de esqui cross-country e biatlo foram transferidos para Štrbské Pleso e Osrblie na Eslováquia devido a problemas ambientais nos locais previstos. Além disso, a Eslováquia propôs adicionar o salto de esqui e o combinado nórdico em seu programa.[5][6]
- h. ^  A partir desta edição o esqui estilo livre se torna um esporte compulsório.[7]

## Quadro de medalhas histórico
| Ordem | País                | Medalha de ouro | Medalha de prata | Medalha de bronze |     |
| ----- | ------------------- | --------------- | ---------------- | ----------------- | --- |
| 1     | RUS Rússia          | 208             | 189              | 173               | 570 |
| 2     | KOR Coreia do Sul   | 127             | 91               | 86                | 304 |
| 3     | JPN Japão           | 122             | 131              | 112               | 365 |
| 4     | URS União Soviética | 103             | 98               | 70                | 271 |
| 5     | CHN China           | 80              | 70               | 79                | 229 |
| 6     | FRA França          | 75              | 64               | 76                | 215 |
| 7     | ITA Itália          | 61              | 67               | 72                | 200 |
| 8     | POL Polônia         | 60              | 67               | 74                | 201 |
| 9     | AUT Áustria         | 56              | 56               | 56                | 168 |
| 10    | TCH Checoslováquia  | 52              | 50               | 27                | 129 |

## Modalidades

### Modalidades obrigatórias
O regulamento atual da Universíada diz que são oito as modalidades obrigatórias: biatlo, curling, esqui alpino, esqui cross-country,esqui estilo--livre, hóquei no gelo, patinação artística, patinação de velocidade em pista curta e snowboard.
Destas, estiveram presentes na primeira edição em Chamonix 1960: esqui alpino, patinação artística e esqui cross-country; e as não mais obrigatórias: combinado nórdico e salto de esqui.
Entretanto, a patinação artística foi removida dos programas de Lake Placid 1972, retornando em Jaca 1981.
O combinado nórdico foi removido do programa apenas em Jaca 1981 e foi rebaixado para opcional em Erzurum 2011,devido a problemas relacionados a infraestrutura e o número de atletas inscritos da modalidade. Esse rebaixamento foi também pelos mesmos motivos para o salto de esqui.O esporte foi disputado como opcional nas edições de 2011,2013,2015 e 2017.Caso ambos esportes sejam adicionados ao programa, a cidade organizadora ganha o direito de incluir mais um esporte opcional.
O hóquei no gelo foi adicionado a partir de Sestriere 1966, após aparecer como opcional em Villars 1962. O primeiro torneio de hóquei sobre o gelo feminino da história da Universíada foi em Harbin 2009,já entrando como compulsório.
Os esportes de gelo não estiveram presentes em Livigno 1975 e Špindlerův Mlýn 1978 por questões de infraestrutura local.
O biatlo foi incluído a partir de Jeollabuk-do 1997, depois de aparecer como opcional em Sófia 1983, Sófia 1989 e Zakopane 1993.
A patinação de velocidade em pista curta foi adicionada em Sófia 1989, depois de aparecer como opcional em Belluno 1985. O snowboard foi adicionado em Poprad-Tatry 1999, depois de aparecer como opcional em Jaca 1995.
A partir de Turim 2007, tivemos a adição no programa obrigatório do curling, que foi modalidade opcional em Tarvisio 2003.
O último esporte a ter o status de opcional revogado foi o esqui estilo-livre que se tornará um esporte obrigatório na Universíada de Inverno de 2021 que será disputada em Lucerna, na Suíça, o esporte aparecia como opcional no programa desde  Innsbruck-Seefeld 2005 com apenas uma exceção em Turim 2007.

### Modalidades opcionais
O comitê organizador de cada edição pode sugerir três ou mais esportes opcionais para o Comitê Executivo, pelo menos 2 anos antes da organização de cada edição. A escolha destes deve refletir o desenvolvimento da FISU e o interesse do movimento esportivo universitário do país organizador e também dependendo do próprio interesse da cidade. Por isso, os esportes opcionais variam de uma Universíada de Verão para outra. Os Comitês Organizadores podem escolher da lista dos Campeonatos Universitários Mundiais (WUC) até 3 esportes opcionais para serem incluídos em seu programa esportivo específico.
Ao contrário da edição de verão, não existe uma lista pré definida de esportes que podem ser opcionais. Entretanto, a patinação de velocidade, o salto de esqui e o combinado nórdico tem um status especial, já que quando são escolhidas como modalidades opcionais, a cidade ganha o direito de adicionar mais um esporte opcional.
- Bandy : 2019
- Biatlo (obrigatório): 1983, 1989 e 1993
- Combinado nórdico: 1962 a 2009 (obrigatório), 2011,2013,2015 e 2017
- Curling (obrigatório): 2003
- Esqui estilo livre: 2005, 2009, 2011,2013, 2015, 2017 e 2019
- Esqui De Orientação :2019
- Hóquei no gelo (obrigatório): 1962
- Patinação de velocidade: 1968, 1970, 1972, 1991, 1997, 2005, 2007, 2009, 2013 e 2017
- Patinação de velocidade em pista curta (obrigatório): 1985
- Salto de esqui: 2005 (obrigatório), 2007 (obrigatório), 2009 (obrigatório), 2011,2013, 2015 e 2017
- Skeleton: 2005
- Snowboard (obrigatório): 1995

#### 2021
Essas serão as  modalidades opcionais da Universíada de Lucerna 2021
- Esqui De Orientação